# Feschaeria
Feschaeria là một chi bướm đêm thuộc họ Castniidae.

## Các loài
- Feschaeria amycus (Cramer, [1779])
- Feschaeria meditrina Hopffer, 1856